# Шебалин, Никита Виссарионович
Никита Виссарионович Шебалин (30 марта 1938 — 18 февраля 1995) — российский филолог-классик. Сын Виссариона Шебалина.

## Биография
Окончил Ленинградский государственный университет, ученик А. И. Доватура. Под руководством Доватура принял участие в переводе книги Геродиана «История императорской власти после Марка» (книга VIII, 1973).
Кандидат филологических наук, диссертация «Истоки древнегреческой метрической надписи» (защищена в МГУ в 1981 г.). С 1963 года и до конца жизни преподавал на отделении классической филологии Ленинградского университета.